# Piteå
Piteå (em sueco: Piteå; Pronúncia sueca /piːtəoː/;  Ouça a pronúncia; em finlandês: Piitme; em lapão de Piteå Pite; em meänkieli Piitin), Pitea (por adaptação tipográfica) ou Pita (em latim: Pita) é uma cidade da província histórica de Norrbotten, no norte da Suécia. É a sede da comuna de Piteå, pertencente ao condado de  Norrbotten.
Está situada a 50 km a sudoeste da cidade de Luleå.                                                                                                                                                 Segundo censo de 2018, possuía 23 350 habitantes. Em área, ocupa 23,5 quilômetros quadrados.                                                                                                                         Seu dialeto local chama-se Pitemål.
Em Piteå e arredores circula o jornal diário Piteå-Tidningen.                                                                                                                                  Um prato típico da cidade chama-se Pitepalt.

## Etimologia e uso
O nome da povoação Piteå está associado ao rio Piteälven, antigamente chamado Pita, cuja origem - sueca ou finlandesa - é incerta. A terminação -eå está ligada a duas raízes etimológicas convergentes, uma das quais influenciada pelo sufixo å (rio).
A cidade está mencionada como Pitu, em 1335.

Em textos em português é usada a forma original Piteå, ocasionalmente transliterada para Pitea, por adaptação tipográfica.

## História
Piteå foi citada pela primeira vez em 1335, durante a Idade Média. Em 1620, foi fundada a cidade moderna por 44 colonos para aí destacados. Recebeu o seu "título de cidade" em 1621, com o desígnio de incrementar o comércio com os lapões da região. Em 1666, um grande incêndio destruiu-a. Dois anos depois, em 1668, a cidade foi reconstruída num local na proximidade mais apropriado às atividades marítimas. Em 1716, a povoação foi pilhada e devastada pelos russos. A pouco e pouco voltou a ser reconstruída, até que em 1765 lhe foi concedido o direito a "exportar e importar mercadorias", em simultâneo com Luleå, Umeå e Torneå. Quando o condado da Norrbotten foi fundado em 1810, foi sua capital até 1856, ano em que foi substituída nessa função pela sua rival Luleå.

## Comunicações
A estrada europeia E4 (Haparanda-Piteå-Helsingborg) passa junto à cidade de Piteå. Tem ligação ferroviária com Älvsbyn, a 45 km, onde passa a Linha do Norte da Norrland (Stambanan genom övre Norrland), essencialmente utilizada para transportes de cargas.

## Turismo
Piteå é um importante ponto turístico de Norrbotten, atraindo especialmente visitantes noruegueses. O centro de lazer de Pite Havsbad – a 11 km a sul - atrai anualmente inúmeros visitantes.

## Educação
- Escola Superior de Música (Musikhögskolan i Piteå, uma filial da Universidade Técnica de Luleå)[12]
- Centro de investigação de técnica de energia (Energitekniskt centrum)[13]
- Escola secundária Strömbacka (Strömbacka Gymnasieskola)[14]
- Escola superior popular (Framnäs folkhögskola)[15]